# Vaunaveys-la-Rochette
Vaunaveys-la-Rochette este o comună în departamentul Drôme din sud-estul Franței. În 2009 avea o populație de 585 de locuitori.

## Evoluția populației
| An        | 1975 | 1982 | 1990 | 1999 | 2006 | 2009 |
| --------- | ---- | ---- | ---- | ---- | ---- | ---- |
| Populație | 350  | 401  | 448  | 548  | 576  | 585  |